# Michael Howard
Michael Howard, barón Howard de Lympne, CH CP CR, nacido el 7 de julio de 1941, es un político británico exlíder del Partido Conservador, un puesto que ocupó entre el noviembre de 2003 y diciembre de 2005. Anteriormente fue miembro del Gabinete de John Major entre 1993 y 1997, en el que sirvió como Secretario de Estado del Interior.

## Biografía
Howard nació en Gorseinon, Gales. Su padre era un inmigrante judío de Rumania que llegó al Reino Unido durante la Segunda Guerra Mundial para escapar de la amenaza del fascismo. El apellido de la familia era "Hecht", pero lo cambiaron a "Howard". Estudió a Peterhouse College, Universidad de Cambridge.

## Carrera política
En 1983 fue nombrado miembro del Parlamento británico por Folkestone and Hythe, Kent, Inglaterra. Nombrado Ministro del Gobierno Local en 1987 durante la época en que el puesto se asociaba con la “Carga de Comunidad”, un nuevo impuesto nada popular en que cada residente pagaría la misma suma de dinero independientemente del valor de la propiedad.
En 1990 entró en el Gabinete para ejercer el puesto de Secretario de Estado del Empleo. 
En 1993 fue nombrado Secretario de Estado de Interior. Introdujo políticas de privatización de prisiones y de sentencias obligatorias más fuertes.

### Líder del partido
En 1997, cuándo el Partido Conservador fue desplazado del poder, Howard intentó ser nombrado líder del partido, pero el partido eligió al más joven William Hague. Sin embargo, en 2003 fue nombrado líder a la edad de 62 años, después de la dimisión de Iain Duncan Smith. Fue el primer líder judío del Partido Conservador desde Benjamin Disraeli.
Criticó al gobierno actual de Tony Blair por su política en la guerra de Irak.
Después de perder las elecciones generales de 2005 Howard dimitió de su puesto de líder. Su sucesor es David Cameron.